# 俺ミーツリトルデビル!
『俺ミーツリトルデビル!』（おれみーつりとるでびる!）は、峰守ひろかずによる日本のライトノベル。イラストは犬洞あん。電撃文庫（アスキー・メディアワークス）より2011年6月から2012年3月まで全3巻が発売された。

## 概要
前作『ほうかご百物語』が妖怪ものだったのに対し、今作は西洋的な悪魔や魔物を題材としている。前作とは別の世界観であることが1巻あとがきで述べられているが、正確にはこの2作品の世界観は並行宇宙的な関係性にあることが作中で語られている。

## 登場キャラクター
下野 巧馬(しもつけ たくま)
主人公。高等部1年で生徒会の雑務係。よくエロ方面の妄想をしては無自覚に口に出しているということがあり、周りからは「下半身」などのあだ名で呼ばれることもある。小学5年生と中学1年生の妹がいる。
芽亜と契約したことで彼女に定期的に妄想を供給することになる。戦闘時に芽亜に妄想を吸われると力が入らなくなるが、妄念に邪魔されないため頭が冴える。芽亜曰く、「妄想を吸収されないでいると、いずれ煩悩が溜まって体が破裂する体質」になった。
宵待 芽亜(よいまち めあ)
中等部3年の生徒会会計。夕月の娘。父親は不明。妄想を食べて生きる種族 夢魔であるが真面目で、性的なことと虫が苦手。
影や闇を操ったりそれらに同化するといった能力のほか、契約した巧馬の妄想を吸収し力を増すといったこともできる。その時には巧馬が妄想したのと同じ衣装になる。
成長中であり、酒に弱い点から、純粋な夢魔ではないと推測される。
星御門 鈴女(ほしみかど すずめ)
生徒会長。生徒会を実質、一人で切り盛りしている。巨乳。
祓魔師。十二柱の式神を無理矢理共存させており、本人曰く、「蠱毒」。トニオに式神を奪われた時はネガティブになり、不安のあまり生徒会の仕事も出来なくなった。また、一週間は家から出られなかった。EXITランクは8。
楠 持郎(くすのき じろう)
高等部1年の手芸部員。女装癖があり、持っている私服は全て女物。実は祓魔師であり、金縛りの術が使える。EXITランクは4万番台。
サニー・ハルシオン
中等部3年。ドルイドの子孫。ギタリスト。祓魔師。聖樹製のギターでドルイドに伝わる自然や妖精への祈りの歌を現代風にアレンジして歌い、攻撃する。EXITランクは767。
林 暮六(はやし くれむ)
グレムリンの先祖返り。趣味は車いじり。大学工学部機械工学科の2回生。
羽那原 湧(うなばら ゆう)
300年前、蕗玉村にやって来たセイレーンの子孫であり、先祖返り。代々、蕗玉村に眠る日和見人の遺産を守る番人を務めてきた。
エオラ・オーエン
古生物研究者。箆鹿亭の実働隊。メディスンマン。化石に宿った恐竜の精霊を憑依させ、戦う。EXITランクは1542。
埴生 文彦(はにゅう ふみひこ)
箆鹿亭の実働隊。エオラのパートナーであり、審神者。審神者の能力を機械的に増幅させたレーザーで、エオラに霊の憑依する部位を限定させる。師匠の秘蔵していた「八握剣」の神性を読み解いてコピーしたレプリカの剣をネクタイに変えている。ロリコン。EXITランクは8101。
ジェイムズ
本名は「ジョン・ドゥー3世」。T3号から芽亜を守っていた。事なかれ主義者。普段は小さなガーゴイルのストラップに化けている。ガーゴイル時のフルネームは「ジェイムズ・ルヴレード・タラスク・ローマン」。人間時の姿は白い手袋をし、執事服を着た丸眼鏡の青年。両手の掌にはウロボロスの紋章がある。体を光に変え、光速で移動することができる。T3号の設計者。
夕星(ゆうづつ)
芽亜の母親。5年前に死んだと思われていたが、実はT3号をリヴァイアサンの鍵で飛ばす際に失敗し、誤って5年後の金星へ行っていた。T3号から芽亜を守るため、ジェイムズと一芝居を打って死んだことにしていた。

### 式神
サニーの精霊
妖精後衛楽団(バックバンド・フェアリーズ)。身長1メートル半ほどの女性の形をした妖精。背中から蝶の様な羽根が生えている。半透明の水の様な姿。4体一組で、それぞれ違う楽器を持っている。
鈴女の式神
現在までに、蜻蛉の「白緑」、蜘蛛の「紅緋」、蜂の「雌黄」、蛍の「朽葉」、蟷螂の「常盤」、蟻の「山吹」、クワガタの「浅葱」、百足の「唐棣」、キリギリスの「生成」、龍の「消炭」の10体が確認されている。
エオラの精霊
種類が判明しているものはアロサウルスのアラン、スティラコサウルスのステファニー、トロオドンのトニオ、アンハングエラ、ミクロラプトルのミクラス、バリオニクス、ケツァルコアトルス、アンフィコエリアス・フラギリムスの8種類。しかし種類が判明していないものを含めると実際はもっと多い。

### 魔物
ゴーレム
100年以上前、カッパドキアの聖戦に投入された自律タイプの人形。鈴女がカバラの祓魔術の研究のために借り受けていた。自律行動テスト中に巧馬と芽亜を見つけ、攻撃してきた。顔面が開く。内部には蝋燭を立てた燭台と十字架が固定されており、簡易的な聖域を展開することができる。胸に「EMETH」の文字が刻まれており、「E」の字を消して「METH」にすると停止・崩壊する。
トニオ
エオラに憑依したトロオドン。エオラに気付かれないよう徐々に憑依し、ディノサウロイドとなった。「紅瓢箪」を使い、蕗玉村にやって来た他の祓魔師を消したり、「六甲壇の吸引符」を使って、鈴女の式神を奪い取ったりした。その目的は日和見人の遺産を使い、天候制御を行って巨大隕石を地上に落とすことだった。
ダンドーの猟犬
ヨーロッパに伝わる魔物。地獄の使者にして霊魂の狩人たるダンドーに使役されている。本来は昇天することを忘れた霊魂を狩り集める役目を持っていたが、見境なく霊魂を喰い散らかした結果、溜めこんだ霊力に振り回され暴れた。元々は何匹かの群れで行動していたが、1匹を残して全てT3号に吸収された。残った1匹も生者を襲う様になったため、鈴女に倒された。
エルハーム
不死鳥。生まれ変わって、まだ弱い雛鳥の時に祓魔師に狙われるのを心配し夕月に手紙を出した。約100年前に「円丈」の名前で購入した館にいたが、生まれ変わる時に発生した爆発で館は消滅した。人間に変身することができ、変身した姿は褐色肌の少女。自分の羽根を腕輪に変え、お守りとして巧馬に渡した。血肉や羽根など体組織を摂取するとサラマンダーになる。
T3号
夕星と芽亜を狙って現れたホムンクルス。魔物から魔力を根こそぎ吸収して自身の力に変える機能があり、自身を強化するため魔物をわざわざ活性化させて魔力が高まったところを襲う。ダメージを受けても、高速で無限に再生する。芽亜を吸収するために、中等部の苫島という生徒のふりをして近付いた。ジェイムズのもっていたリヴァイアサンの鍵によって太陽に放り込まれ、消滅した。

## 関連用語

### 道具
リヴァイアサンの鍵
小さな銀色の鍵。膨大な魔力を溜めると、別の時間へと移動することができる。また、その際には座標も指定できる。
紅瓢箪
中国伝来の小さな赤い瓢箪。中に術師を吸い込み、その霊力を吸収する。
六甲壇の吸引符
術者の体から強引に式神を奪い取る小さな札。
日和見人の遺産
見た目はただの古い方位盤。しかし実は蕗玉村の地形を利用した大規模な術の起動に必要なもの。天空で起こる事象の全てを操ることができる。
ベヒモスの錠前
リヴァイアサンの鍵と対になっている錠前。エーテルを吸収し、一気に大量の魔力を精製する。
不死鳥の腕輪
エルハームの羽根でできた腕輪。赤く輝いている。身に付けると幸運になるらしい。不死鳥の体組織でできているため、食べるとサラマンダーになる。
錬金術式回路(アルケミーサーキット)
ジェイムズの両手の掌にあるウロボロスの紋章。両手の回路の間で力を呼応させ、増幅させる。

### 組織
EXIT
正式名称はEXorocist International Tournament(祓魔師国際競技会)。国連の委任機関。19世紀末期に結成された。所属している祓魔師は世界に約5万人いる。
箆鹿亭
『高度に進歩した魔術は、科学と区別がつかない』のフレーズでおなじみの学究集団。流派や出自に関係なく、広く自由な視点から魔術を研究している。
左道衆
私利私欲のまま術を使い破門された術者の集団。エルハーム曰く「頭の悪い馬鹿ばかり」。

## 既刊一覧
- 峰守ひろかず（著）・ 犬洞あん（イラスト）、アスキー・メディアワークス〈電撃文庫〉、全3巻
  - 『俺ミーツリトルデビル!』、2011年6月10日発売[2]、ISBN 978-4-04-870548-6
  - 『俺ミーツリトルデビル!2 恋と人魚と露天風呂』、2011年10月10日発売[3]、ISBN 978-4-04-870814-2
  - 『俺ミーツリトルデビル!3 ひと夏のフェニックス』、2012年3月10日発売[4]、ISBN 978-4-04-886459-6